# Zavreliella junki
Zavreliella junki är en tvåvingeart som beskrevs av Reiss 1990. Zavreliella junki ingår i släktet Zavreliella och familjen fjädermyggor.
Artens utbredningsområde är Venezuela. Inga underarter finns listade i Catalogue of Life.